# Tomas Riad
Tomas Riad (Upsália, 1959) é um linguista sueco, especialista de Fonologia e Prosódia da Língua Sueca. 

Presentemente (2013) é professor de Línguas Nórdicas na Universidade de Estocolmo.

## Academia Sueca
Tomas Riad ocupa a cadeira 6 da Academia Sueca, desde 2011.

## Obras do autor
- Structures in Germanic prosody. A diachronic study with special reference to the Nordic languages, 1992
- The Germanic quantity shift. Amsterdamer Beiträge zur älteren Germanistik, 1995.
- Betoning och rytm i fri vers, Ernst Brunners Konstpaus. Ord och stil, 1996
- The Origin of Scandinavian tone accents. Diachronica, 1998
- Svenskt fonologikompendium, 1997
- Allting ryms i varje frö. Språk och stil, 1999
- The origin of Danish stød. I: Analogy, Levelling and Markedness. Principles of change in phonology and morphology., 2000
- Stöten som aldrig blev av – generaliserad accent 2 i Östra Mälardalen. Folkmålsstudier, 2000
- The Phonology of Classical Greek Meter. Linguistics, 2000 (com Chris Golston)
- Svensk smeknamnsfonologi. Studia Anthroponymica Scandinavica, 2002
- Historien om tonaccenten. Studier i svensk språkhistoria, 2005
- Rhythm. The Encyclopedia of Language and Lingustics, 2005
- Tones and Tunes, 2007 (com Carlos Gussenhoven)
- Börk börk börk. Ehula hule de chokolad muus, 2008
- Accents left and right. I: Versatility in Versification, 2009
- Osynliga former i ordbildningen. Svenska akademiens handlingar, 2009
- Prosodi i svenskans ordbildning, 2009
- Retroflektering. Meijerbergs arkiv för svensk ordforskning, 2010
- Birgitta Trotzig : inträdestal i Svenska akademien. Stockholm, 2011
- The Phonology of Swedish. The Phonology of the World’s Languages[1]